# Copa Centroamericana de Concacaf 2023
La Copa Centroamericana 2023, denominada oficialmente Copa Centroamericana de Concacaf 2023, fue la primera edición del torneo organizado por la Concacaf, en la que participaron equipos de siete países: Belice, Costa Rica, El Salvador, Guatemala, Honduras, Nicaragua y Panamá.
El campeón, el subcampeón, los semifinalistas y dos equipos ganadores de una repesca entre los cuatro equipos perdedores de los cuartos de final clasificaron a la Copa de Campeones de la Concacaf 2024.
El campeón de este torneo fue el club L. D. Alajuelense de Costa Rica.

## Formato
Los 20 equipos se dividieron en cuatro grupos de cinco. En cada grupo, los equipos jugaron en un formato de todos contra todos a una sola vuelta (dos partidos como local y dos de visita). Los dos primeros de cada grupo avanzaron a la ronda de cuartos de final.
En la fase eliminatoria, los equipos jugaron uno contra el otro en dos partidos, uno en casa y otro como visitante. El campeón recibió un pase directo a los octavos de final de la Copa de Campeones de la Concacaf 2024, mientras que el subcampeón, los semifinalistas y dos ganadores de un repechaje entre los eliminados en cuartos de final avanzaron a la fase preliminar del torneo (6 clubes centroamericanos clasificarán en total).

## Distribución de cupos
Los cupos se basa en la distribución anterior de equipos de la Liga Concacaf. Dos cupos extras fueron dados a las dos mejores federaciones de la Liga Concacaf 2022; Costa Rica y Honduras.
| País                         | Equipo                                              | Vía de clasificación |
| ---------------------------- | --------------------------------------------------- | --- |
| Costa Rica 3 cupos + 1 extra | Deportivo Saprissa Herediano Alajuelense Cartaginés | Campeón del Torneo Apertura 2022 y del Torneo Clausura 2023 Mejor ubicado en la tabla acumulada de la temporada 2022-23 Segundo mejor ubicado en la tabla acumulada Tercer mejor ubicado en la tabla acumulada de la temporada 2022-23                                                                                  |
| Honduras 3 cupos + 1 extra   | Olimpia Olancho Real España Motagua                 | Campeón del Torneo Apertura 2022 y del Torneo Clausura 2023 Mejor ubicado de la tabla acumulada del Campeonato de Primera División 2022-23 Segundo mejor ubicado de la tabla acumulada del Campeonato de Primera División 2022-23 Tercer mejor ubicado de la tabla acumulada del Campeonato de Primera División 2022-23 |
| Guatemala 3 cupos            | Xelajú Cobán Imperial Comunicaciones                | Campeón del Torneo Clausura 2023 Campeón del Torneo Apertura 2022 Mejor ubicado en la tabla acumulada de la Liga Nacional de Guatemala 2022-23 |
| Panamá 3 cupos               | Independiente Sporting San Miguelito Universitario  | Campeón del Torneo Clausura 2022 y del Torneo Apertura 2023 Mejor ubicado en la tabla acumulada del Torneo Clausura 2022 y Torneo Apertura 2023. Segundo Mejor ubicado en la tabla acumulada del Torneo Clausura 2022 y Torneo Apertura 2023.                                                                           |
| El Salvador 3 cupos          | Club Deportivo FAS Jocoro Águila                    | Campeón del Torneo Apertura 2022 Subcampeón del Torneo Apertura 2022 Mejor ubicado en la tabla acumulada del Torneo 2022-2023 |
| Nicaragua 2 cupos            | Real Estelí Diriangén                               | Campeón del Torneo Apertura 2022 y del Torneo Clausura 2023. Mejor ubicado en la Tabla Acumulada de la temporada 2022-23. |
| Belice Un cupo               | Verdes                                              | Ganador del Campeón de Campeones de la Liga Premier de Belice 2022-23 |

En cursiva los clubes debutantes.

### Localidad de los equipos
Distribución geográfica de las sedes de los equipos clasificados.

## Sorteo
El sorteo se realizó el 8 de junio de 2023 a las 19:00 EDT (UTC-4), en Miami, Estados Unidos.

### Bombos
| Bombo 1        | Bombo 2        | Bombo 3       | Bombo 4                | Bombo 5     |
| -------------- | -------------- | ------------- | ---------------------- | ----------- |
| Olimpia        | Motagua        | Real España   | Sporting San Miguelito | Real Estelí |
| Saprissa       | Xelajú         | Independiente | Águila                 | Diriangén   |
| Comunicaciones | Herediano      | Cartaginés    | Universitario          | Jocoro      |
| Alajuelense    | Cobán Imperial | Olancho       | Club Deportivo FAS     | Verdes      |

## Calendario
El calendario de la competición es el siguiente.
| Fase           | Ronda                   | Ida                 | Vuelta                       |
| -------------- | ----------------------- | ------------------- | ---------------------------- |
| Fase de grupos | Fecha 1                 | 1–3 de agosto       | 1–3 de agosto                |
| Fase de grupos | Fecha 2                 | 8–10 de agosto      | 8–10 de agosto               |
| Fase de grupos | Fecha 3                 | 15–17 de agosto     | 15–17 de agosto              |
| Fase de grupos | Fecha 4                 | 22–24 de agosto     | 22–24 de agosto              |
| Fase de grupos | Fecha 5                 | 29–31 de agosto     | 29–31 de agosto              |
| Eliminatoria   | Cuartos de final        | 26–28 de septiembre | 3–5 de octubre               |
| Eliminatoria   | Semifinales y repechaje | 24–26 de octubre    | 31 de octubre–2 de noviembre |
| Eliminatoria   | Final                   | 28–30 de noviembre  | 5–7 de diciembre             |

## Fase de grupos
Los participantes se distribuyeron en 4 grupos de 5 equipos cada uno. Los dos mejores equipos al final de las cinco fechas clasificarán a los cuartos de final y tendrán asegurados tres cuartos de boleto a la Copa de Campeones de la Concacaf 2024.

### Grupo A
| Pos. | Equipo         | Pts. | PJ | G | E | P | GF | GC | Dif. | Clasificación    |
| ---- | -------------- | ---- | -- | - | - | - | -- | -- | ---- | ---------------- |
| 1    | Saprissa       | 10   | 4  | 3 | 1 | 0 | 10 | 0  | +10  | Cuartos de final |
| 2    | Cartaginés     | 7    | 4  | 2 | 1 | 1 | 8  | 3  | +5   | Cuartos de final |
| 3    | Universitario  | 6    | 4  | 1 | 3 | 0 | 6  | 3  | +3   |                  |
| 4    | Cobán Imperial | 4    | 4  | 1 | 1 | 2 | 4  | 7  | −3   |                  |
| 5    | Jocoro         | 0    | 4  | 0 | 0 | 4 | 2  | 17 | −15  |                  |

 Fuente: Concacaf
| 1 de agosto   | Jocoro    | 1:4 (0:2) | Cobán Imperial                                          | Estadio Olímpico Metropolitano, San Pedro Sula, Honduras |                               |
| 18:00 (UTC-6) | Acuña 65' | Reporte   | Martínez 7' · A. López 42' · Janderson 51' · Porras 71' | Árbitro(s): Jefferson Escobar                            | Árbitro(s): Jefferson Escobar |

| 3 de agosto   | Saprissa | 1:0 (0:0) | Cartaginés | Estadio Ricardo Saprissa, Tibás |                              |
| 20:00 (UTC-6) | East 63' | Reporte   |            | Árbitro(s): Melvin Matamoros    | Árbitro(s): Melvin Matamoros |

- Libre:  Universitario

| 8 de agosto   | Cobán Imperial | 0:0     | Universitario | Estadio Doroteo Flores, Ciudad de Guatemala |                           |
| 18:00 (UTC-6) |                | Reporte |               | Árbitro(s): Jaime Herrera                   | Árbitro(s): Jaime Herrera |

| 10 de agosto  | Jocoro | 0:4 (0:3) | Saprissa                                          | Estadio Olímpico Metropolitano, San Pedro Sula, Honduras |                            |
| 18:00 (UTC-6) |        | Reporte   | A. Rodríguez 25', 72' · Brenes 35' · Chirinos 43' | Árbitro(s): Oliver Vergara                               | Árbitro(s): Oliver Vergara |

- Libre:  Cartaginés

| 15 de agosto  | Universitario                                     | 4:1 (0:0) | Jocoro     | Estadio Universidad Latina, Penonomé |                         |
| 17:00 (UTC-5) | Rose 72', 90'+1' · Clement 74' · E. Rodríguez 88' | Reporte   | Águila 53' | Árbitro(s): Bryan López              | Árbitro(s): Bryan López |

| 15 de agosto  | Cobán Imperial | 0:1 (0:1) | Cartaginés   | Estadio Doroteo Flores, Ciudad de Guatemala |                                |
| 18:00 (UTC-6) |                | Reporte   | D. López 43' | Árbitro(s): Fernando Hernández              | Árbitro(s): Fernando Hernández |

- Libre:  Saprissa

| 22 de agosto  | Cartaginés                                                  | 5:0 (2:0) | Jocoro | Estadio "Fello" Meza, Cartago   |                                 |
| 18:00 (UTC-6) | Hernández 11' · Venegas 22' · Guevara 59', 74' · Daly 90+3' | Reporte   |        | Árbitro(s): Pierre Luc Lauziere | Árbitro(s): Pierre Luc Lauziere |

| 23 de agosto  | Universitario | 0:0     | Saprissa | Estadio Universidad Latina, Penonomé |                            |
| 19:00 (UTC-5) |               | Reporte |          | Árbitro(s): Ismael Cornejo           | Árbitro(s): Ismael Cornejo |

- Libre:  Cobán Imperial

| 29 de agosto  | Cartaginés                       | 2:2 (1:1) | Universitario    | Estadio "Fello" Meza, Cartago |                           |
| 18:00 (UTC-6) | M. Hernández 18' · Pemberton 83' | Reporte   | Sánchez 35', 71' | Árbitro(s): Mario Escobar     | Árbitro(s): Mario Escobar |

| 29 de agosto  | Saprissa                                             | 5:0 (1:0) | Cobán Imperial | Estadio Ricardo Saprissa, Tibás |                           |
| 18:00 (UTC-6) | A. Rodríguez 13' · East 57', 90' · Sinclair 63', 81' | Reporte   |                | Árbitro(s): Ismail Elfath       | Árbitro(s): Ismail Elfath |

- Libre:  Jocoro

### Grupo B
| Pos. | Equipo        | Pts. | PJ | G | E | P | GF | GC | Dif. | Clasificación    |
| ---- | ------------- | ---- | -- | - | - | - | -- | -- | ---- | ---------------- |
| 1    | Independiente | 10   | 4  | 3 | 1 | 0 | 11 | 3  | +8   | Cuartos de final |
| 2    | Real Estelí   | 9    | 4  | 3 | 0 | 1 | 5  | 2  | +3   | Cuartos de final |
| 3    | Olimpia       | 7    | 4  | 2 | 1 | 1 | 7  | 4  | +3   |                  |
| 4    | Xelajú        | 3    | 4  | 1 | 0 | 3 | 3  | 7  | −4   |                  |
| 5    | FAS           | 0    | 4  | 0 | 0 | 4 | 3  | 13 | −10  |                  |

 Fuente: Concacaf
| 1 de agosto   | Real Estelí | 1:0 (1:0) | Xelajú | Estadio Independencia, Estelí |                            |
| 16:00 (UTC-6) | Bonilla 19' | Reporte   |        | Árbitro(s): Fernando Morón    | Árbitro(s): Fernando Morón |

| 2 de agosto   | Olimpia      | 1:1 (0:0) | Independiente | Estadio Chelato Uclés, Tegucigalpa |                                |
| 20:00 (UTC-6) | Benguché 65' | Reporte   | Small 51'     | Árbitro(s): Filiberto Martínez     | Árbitro(s): Filiberto Martínez |

- Libre:  FAS

| 8 de agosto   | Real Estelí | 1:0 (1:0) | Olimpia | Estadio Independencia, Estelí |                             |
| 20:00 (UTC-6) | Medina 36'  | Reporte   |         | Árbitro(s): Benjamín Pineda   | Árbitro(s): Benjamín Pineda |

| 9 de agosto   | Xelajú                      | 2:1 (2:0) | FAS        | Estadio Pensativo, Antigua Guatemala |                             |
| 18:00 (UTC-6) | Gutiérrez 25' · Del Cid 31' | Reporte   | Torres 72' | Árbitro(s): Ricardo Montero          | Árbitro(s): Ricardo Montero |

- Libre:  Independiente

| 15 de agosto  | FAS | 0:2 (0:1) | Real Estelí      | Estadio Las Delicias, Santa Tecla |                         |
| 20:00 (UTC-6) |     | Reporte   | Barrera 19', 74' | Árbitro(s): Raúl Castro           | Árbitro(s): Raúl Castro |

| 16 de agosto  | Xelajú     | 1:3 (1:1) | Independiente                               | Estadio Pensativo, Antigua Guatemala |                           |
| 20:00 (UTC-6) | Cardona 6' | Reporte   | Serrano 3' · G. Hernández 63' · Stewart 73' | Árbitro(s): Said Martínez            | Árbitro(s): Said Martínez |

- Libre:  Olimpia

| 22 de agosto  | Independiente           | 2:1 (0:0) | Real Estelí | Estadio Rommel Fernández, Ciudad de Panamá |                         |
| 17:00 (UTC-5) | Small 55' · Murillo 74' | Reporte   | Bezerra 76' | Árbitro(s): David Gómez                    | Árbitro(s): David Gómez |

| 22 de agosto  | FAS                   | 2:4 (1:2) | Olimpia                                         | Estadio Las Delicias, Santa Tecla |                              |
| 20:00 (UTC-6) | Corea 42' · Plata 49' | Reporte   | Benguché 4', 86' · C. Pineda 37' · K. López 72' | Árbitro(s): Julio César Luna      | Árbitro(s): Julio César Luna |

- Libre:  Xelajú

| 29 de agosto  | Independiente                                                  | 5:0 (1:0) | FAS | Estadio Rommel Fernández, Ciudad de Panamá |                              |
| 19:00 (UTC-5) | Ávila 8' · Águila 63' · Small 65' · Serrano 79' · Valverde 88' | Reporte   |     | Árbitro(s): Melvin Matamoros               | Árbitro(s): Melvin Matamoros |

| 29 de agosto  | Olimpia                  | 2:0 (1:0) | Xelajú | Estadio Chelato Uclés, Tegucigalpa |                                   |
| 20:00 (UTC-6) | Pinto 44' · Arboleda 54' | Reporte   |        | Árbitro(s): Juan Gabriel Calderón  | Árbitro(s): Juan Gabriel Calderón |

- Libre:  Real Estelí

### Grupo C
| Pos. | Equipo         | Pts. | PJ | G | E | P | GF | GC | Dif. | Clasificación    |
| ---- | -------------- | ---- | -- | - | - | - | -- | -- | ---- | ---------------- |
| 1    | Herediano      | 10   | 4  | 3 | 1 | 0 | 8  | 4  | +4   | Cuartos de final |
| 2    | Comunicaciones | 9    | 4  | 3 | 0 | 1 | 9  | 4  | +5   | Cuartos de final |
| 3    | Real España    | 4    | 4  | 1 | 1 | 2 | 6  | 6  | 0    |                  |
| 4    | Águila         | 3    | 4  | 1 | 0 | 3 | 2  | 9  | −7   |                  |
| 5    | Diriangén      | 2    | 4  | 0 | 2 | 2 | 1  | 3  | −2   |                  |

 Fuente: Concacaf
| 2 de agosto   | Comunicaciones                                | 3:1 (1:1) | Real España | Estadio Doroteo Flores, Ciudad de Guatemala |                              |
| 18:00 (UTC-6) | Aparicio 18' · A. J. López 64' · González 89' | Reporte   | Bodden 33'  | Árbitro(s): Joseph Dickerson                | Árbitro(s): Joseph Dickerson |

| 3 de agosto   | Diriangén  | 1:1 (1:0) | Herediano   | Estadio Cacique Diriangén, Diriamba |                            |
| 18:00 (UTC-6) | Copete 15' | Reporte   | Faerron 52' | Árbitro(s): Nelson Salgado          | Árbitro(s): Nelson Salgado |

- Libre:  Águila

| 9 de agosto   | Herediano        | 2:0 (1:0) | Águila | Estadio Alejandro Morera Soto, Alajuela |                         |
| 16:00 (UTC-6) | Godínez 22', 84' | Reporte   |        | Árbitro(s): Marco Ortiz                 | Árbitro(s): Marco Ortiz |

| 10 de agosto  | Diriangén | 0:1 (0:1) | Comunicaciones | Estadio Cacique Diriangén, Diriamba |                             |
| 20:00 (UTC-6) |           | Reporte   | Aguilar 40'    | Árbitro(s): Adonai Escobedo         | Árbitro(s): Adonai Escobedo |

- Libre:  Real España

| 16 de agosto  | Herediano                 | 3:2 (2:1) | Real España             | Estadio Nacional, San José |                           |
| 18:00 (UTC-6) | Bran 43', 70' · Araya 45' | Reporte   | Vuelto 35' · Bodden 62' | Árbitro(s): Mario Escobar  | Árbitro(s): Mario Escobar |

| 17 de agosto  | Águila      | 1:0 (0:0) | Diriangén | Estadio Las Delicias, Santa Tecla |                          |
| 18:00 (UTC-6) | Cerén 90+2' | Reporte   |           | Árbitro(s): Sergio Reyna          | Árbitro(s): Sergio Reyna |

- Libre:  Comunicaciones

| 23 de agosto  | Águila        | 1:4 (1:2) | Comunicaciones                                 | Estadio Las Delicias, Santa Tecla |                                   |
| 20:00 (UTC-6) | Salazar 45+1' | Reporte   | Aparicio 14' · Corena 27', 71' · L. García 82' | Árbitro(s): Juan Gabriel Calderón | Árbitro(s): Juan Gabriel Calderón |

| 24 de agosto  | Real España | 0:0     | Diriangén | Estadio Olímpico Metropolitano, San Pedro Sula |                             |
| 20:00 (UTC-6) |             | Reporte |           | Árbitro(s): Benjamín Pineda                    | Árbitro(s): Benjamín Pineda |

- Libre:  Herediano

| 30 de agosto  | Real España         | 3:0 (0:0) | Águila | Estadio Olímpico Metropolitano, San Pedro Sula |                         |
| 18:00 (UTC-6) | Rocca 48', 64', 70' | Reporte   |        | Árbitro(s): Bryan López                        | Árbitro(s): Bryan López |

| 30 de agosto  | Comunicaciones | 1:2 (1:0) | Herediano             | Estadio Doroteo Flores, Ciudad de Guatemala |                           |
| 20:00 (UTC-6) | Aguilar 22'    | Reporte   | Rojas 55' · Araya 74' | Árbitro(s): Said Martínez                   | Árbitro(s): Said Martínez |

- Libre:  Diriangén

### Grupo D
| Pos. | Equipo      | Pts. | PJ | G | E | P | GF | GC | Dif. | Clasificación    |
| ---- | ----------- | ---- | -- | - | - | - | -- | -- | ---- | ---------------- |
| 1    | Alajuelense | 12   | 4  | 4 | 0 | 0 | 10 | 1  | +9   | Cuartos de final |
| 2    | Motagua     | 9    | 4  | 3 | 0 | 1 | 9  | 5  | +4   | Cuartos de final |
| 3    | Sporting    | 6    | 4  | 2 | 0 | 2 | 6  | 3  | +3   |                  |
| 4    | Olancho     | 3    | 4  | 1 | 0 | 3 | 3  | 6  | −3   |                  |
| 5    | Verdes      | 0    | 4  | 0 | 0 | 4 | 2  | 15 | −13  |                  |

 Fuente: Concacaf
| 1 de agosto   | Alajuelense | 1:0 (0:0) | Olancho | Estadio Alejandro Morera Soto, Alajuela |                          |
| 20:00 (UTC-6) | Suárez 61'  | Reporte   |         | Árbitro(s): José Fuentes                | Árbitro(s): José Fuentes |

| 2 de agosto   | Verdes | 0:5 (0:2) | Motagua                                              | FFB Field, Belmopán      |                          |
| 16:00 (UTC-6) |        | Reporte   | Auzmendi 44', 47', 56' · I. López 78' · C. Mejía 85' | Árbitro(s): Josué Ugalde | Árbitro(s): Josué Ugalde |

- Libre:  Sporting San Miguelito

| 8 de agosto   | Verdes | 0:3 (0:1) | Alajuelense                              | FFB Field, Belmopán          |                              |
| 16:00 (UTC-6) |        | Reporte   | Barrantes 41' · Góndola 54' · Suárez 88' | Árbitro(s): Melvin Matamoros | Árbitro(s): Melvin Matamoros |

| 9 de agosto   | Motagua           | 2:0 (1:0) | Sporting San Miguelito | Estadio Chelato Uclés, Tegucigalpa |                              |
| 20:00 (UTC-6) | Y. Mejía 21', 60' | Reporte   |                        | Árbitro(s): Julio César Luna       | Árbitro(s): Julio César Luna |

- Libre:  Olancho

| 16 de agosto  | Sporting San Miguelito                              | 4:0 (1:0) | Verdes | Estadio Rommel Fernández, Ciudad de Panamá |                                   |
| 17:00 (UTC-5) | Torres 14' · Gomez 53' · Hendricks 61' · Corpas 81' | Reporte   |        | Árbitro(s): Juan Gabriel Calderón          | Árbitro(s): Juan Gabriel Calderón |

| 17 de agosto  | Motagua      | 1:0 (0:0) | Olancho | Estadio Chelato Uclés, Tegucigalpa |                               |
| 20:00 (UTC-6) | Y. Mejía 54' | Reporte   |         | Árbitro(s): Randy Encarnación      | Árbitro(s): Randy Encarnación |

- Libre:  Alajuelense

| 23 de agosto  | Olancho                                       | 3:2 (2:1) | Verdes                   | Estadio Chelato Uclés, Tegucigalpa |                            |
| 16:00 (UTC-6) | Fernández 17' · Almendárez 39' · Obando 90+4' | Reporte   | Burgos 6' · K. López 68' | Árbitro(s): Oliver Vergara         | Árbitro(s): Oliver Vergara |

| 24 de agosto  | Sporting San Miguelito | 0:1 (0:0) | Alajuelense    | Estadio Rommel Fernández, Ciudad de Panamá |                          |
| 19:00 (UTC-5) |                        | Reporte   | A. López 90+1' | Árbitro(s): Selvin Brown                   | Árbitro(s): Selvin Brown |

- Libre:  Motagua

| 31 de agosto  | Olancho | 0:2 (0:1) | Sporting San Miguelito  | Estadio Chelato Uclés, Tegucigalpa |                          |
| 18:00 (UTC-6) |         | Reporte   | Torres 15' · Corpas 62' | Árbitro(s): Walter López           | Árbitro(s): Walter López |

| 31 de agosto  | Alajuelense                                                        | 5:1 (3:1) | Motagua      | Estadio Alejandro Morera Soto, Alajuela |                         |
| 20:00 (UTC-6) | Navarro 5', 29' · D. Rodríguez 38' · Barrantes 65' · Venegas 90+2' | Reporte   | Auzmendi 15' | Árbitro(s): Iván Barton                 | Árbitro(s): Iván Barton |

- Libre:  Verdes

## Fase final
En la fase final, los ocho equipos clasificados jugarán con el sistema de eliminación directa para definir el campeón. Los emparejamientos de cuartos de final se realizarán de acuerdo a las posiciones de los equipos según una tabla general con los resultados de la primera fase. Un semifinalista resultará de los enfrentamientos entre el 1.° y 8.° lugar, y el 4.° y 5.° lugar; el otro semifinalista resultará de los enfrentamientos entre el 2.° y 7.° lugar y el 3.° y 6.° lugar.
| N.º | Gr. | Equipo         | Pts | PJ | PG | PE | PP | GF | GC | Dif. |
| --- | --- | -------------- | --- | -- | -- | -- | -- | -- | -- | ---- |
| 1   | D   | Alajuelense    | 12  | 4  | 4  | 0  | 0  | 10 | 1  | 9    |
| 2   | A   | Saprissa       | 10  | 4  | 3  | 1  | 0  | 10 | 0  | 10   |
| 3   | B   | Independiente  | 10  | 4  | 3  | 1  | 0  | 11 | 3  | 8    |
| 4   | C   | Herediano      | 10  | 4  | 3  | 1  | 0  | 8  | 4  | 4    |
| 5   | C   | Comunicaciones | 9   | 4  | 3  | 0  | 1  | 9  | 4  | 5    |
| 6   | D   | Motagua        | 9   | 4  | 3  | 0  | 1  | 9  | 5  | 4    |
| 7   | B   | Real Estelí    | 9   | 4  | 3  | 0  | 1  | 5  | 2  | 3    |
| 8   | A   | Cartaginés     | 7   | 4  | 2  | 1  | 1  | 8  | 3  | 5    |

### Cuadro de desarrollo
|  | Cuartos de final                                        | Cuartos de final                                        | Cuartos de final                                        | Cuartos de final                                        | Cuartos de final                                        |   |       | Semifinales                                                        | Semifinales                                                        | Semifinales                                                        | Semifinales                                                        | Semifinales                                                        |  |    | Final                                         | Final                                         | Final                                         | Final                                         | Final                                         |  |
|  | 26 al 28 de septiembre (ida) 3 al 5 de octubre (vuelta) | 26 al 28 de septiembre (ida) 3 al 5 de octubre (vuelta) | 26 al 28 de septiembre (ida) 3 al 5 de octubre (vuelta) | 26 al 28 de septiembre (ida) 3 al 5 de octubre (vuelta) | 26 al 28 de septiembre (ida) 3 al 5 de octubre (vuelta) |   |       | 24 al 26 de octubre (ida) 31 de octubre al 2 de noviembre (vuelta) | 24 al 26 de octubre (ida) 31 de octubre al 2 de noviembre (vuelta) | 24 al 26 de octubre (ida) 31 de octubre al 2 de noviembre (vuelta) | 24 al 26 de octubre (ida) 31 de octubre al 2 de noviembre (vuelta) | 24 al 26 de octubre (ida) 31 de octubre al 2 de noviembre (vuelta) |  |    | 28 de noviembre (ida) 5 de diciembre (vuelta) | 28 de noviembre (ida) 5 de diciembre (vuelta) | 28 de noviembre (ida) 5 de diciembre (vuelta) | 28 de noviembre (ida) 5 de diciembre (vuelta) | 28 de noviembre (ida) 5 de diciembre (vuelta) |  |
|  |                                                         |                                                         |                                                         |                                                         |                                                         |   |       |                                                                    |                                                                    |                                                                    |                                                                    |                                                                    |  |    |                                               |                                               |                                               |                                               |                                               |  |
|  |                                                         |                                                         |                                                         |                                                         |                                                         |   |       |                                                                    |                                                                    |                                                                    |                                                                    |                                                                    |  |    |                                               |                                               |                                               |                                               |                                               |  |
|  | 1                                                       | Alajuelense                                             | 3                                                       | 3                                                       | 6                                                       |   |       |                                                                    |                                                                    |                                                                    |                                                                    |                                                                    |  |    |                                               |                                               |                                               |                                               |                                               |  |
|  | 1                                                       | Alajuelense                                             | 3                                                       | 3                                                       | 6                                                       |   |       |                                                                    |                                                                    |                                                                    |                                                                    |                                                                    |  |    |                                               |                                               |                                               |                                               |                                               |  |
|  | 8                                                       | Cartaginés                                              | 1                                                       | 0                                                       | 1                                                       |   |       |                                                                    |                                                                    |                                                                    |                                                                    |                                                                    |  |    |                                               |                                               |                                               |                                               |                                               |  |
|  | 8                                                       | Cartaginés                                              | 1                                                       | 0                                                       | 1                                                       |   | 1     | Alajuelense (p.)                                                   | 2                                                                  | 2                                                                  | 4 (5)                                                              |                                                                    |  |    |                                               |                                               |                                               |                                               |                                               |  |
|  |                                                         |                                                         |                                                         |                                                         |                                                         |   | 1     | Alajuelense (p.)                                                   | 2                                                                  | 2                                                                  | 4 (5)                                                              |                                                                    |  |    |                                               |                                               |                                               |                                               |                                               |  |
|  |                                                         |                                                         | 4                                                       | Herediano                                               | 2                                                       | 2 | 4 (4) |                                                                    |                                                                    |                                                                    |                                                                    |                                                                    |  |    |                                               |                                               |                                               |                                               |                                               |  |
|  | 4                                                       | Herediano                                               | 4                                                       | Herediano                                               | 2                                                       | 2 | 4 (4) | 0                                                                  | 3                                                                  | 3                                                                  |                                                                    |                                                                    |  |    |                                               |                                               |                                               |                                               |                                               |  |
|  | 4                                                       | Herediano                                               |                                                         |                                                         |                                                         |   |       |                                                                    |                                                                    | 3                                                                  |                                                                    |                                                                    |  |    |                                               |                                               |                                               |                                               |                                               |  |
|  | 5                                                       | Comunicaciones                                          | 0                                                       | 2                                                       | 2                                                       |   |       |                                                                    |                                                                    |                                                                    |                                                                    |                                                                    |  |    |                                               |                                               |                                               |                                               |                                               |  |
|  | 5                                                       | Comunicaciones                                          | 0                                                       | 2                                                       | 2                                                       |   |       |                                                                    |                                                                    |                                                                    |                                                                    |                                                                    |  | F1 | Alajuelense                                   | 3                                             | 1                                             | 4                                             |                                               |  |
|  |                                                         |                                                         |                                                         |                                                         |                                                         |   |       |                                                                    |                                                                    |                                                                    |                                                                    |                                                                    |  | F1 | Alajuelense                                   | 3                                             | 1                                             | 4                                             |                                               |  |
|  |                                                         |                                                         | F2                                                      | Real Estelí                                             | 0                                                       | 1 | 1     |                                                                    |                                                                    |                                                                    |                                                                    |                                                                    |  |    |                                               |                                               |                                               |                                               |                                               |  |
|  | 3                                                       | Independiente                                           | F2                                                      | Real Estelí                                             | 0                                                       | 1 | 1     | 1                                                                  | 2                                                                  | 3                                                                  |                                                                    |                                                                    |  |    |                                               |                                               |                                               |                                               |                                               |  |
|  | 3                                                       | Independiente                                           |                                                         |                                                         |                                                         |   |       |                                                                    |                                                                    | 3                                                                  |                                                                    |                                                                    |  |    |                                               |                                               |                                               |                                               |                                               |  |
|  | 6                                                       | Motagua                                                 | 1                                                       | 0                                                       | 1                                                       |   |       |                                                                    |                                                                    |                                                                    |                                                                    |                                                                    |  |    |                                               |                                               |                                               |                                               |                                               |  |
|  | 6                                                       | Motagua                                                 | 1                                                       | 0                                                       | 1                                                       |   | 3     | Independiente                                                      | 0                                                                  | 2                                                                  | 2                                                                  |                                                                    |  |    |                                               |                                               |                                               |                                               |                                               |  |
|  |                                                         |                                                         |                                                         |                                                         |                                                         |   | 3     | Independiente                                                      | 0                                                                  | 2                                                                  | 2                                                                  |                                                                    |  |    |                                               |                                               |                                               |                                               |                                               |  |
|  |                                                         |                                                         | 7                                                       | Real Estelí                                             | 1                                                       | 2 | 3     |                                                                    |                                                                    |                                                                    |                                                                    |                                                                    |  |    |                                               |                                               |                                               |                                               |                                               |  |
|  | 2                                                       | Saprissa                                                | 7                                                       | Real Estelí                                             | 1                                                       | 2 | 3     | 0                                                                  | 2                                                                  | 2                                                                  |                                                                    |                                                                    |  |    |                                               |                                               |                                               |                                               |                                               |  |
|  | 2                                                       | Saprissa                                                |                                                         |                                                         |                                                         |   |       |                                                                    |                                                                    | 2                                                                  |                                                                    |                                                                    |  |    |                                               |                                               |                                               |                                               |                                               |  |
|  | 7                                                       | Real Estelí                                             | 1                                                       | 2                                                       | 3                                                       |   |       |                                                                    |                                                                    |                                                                    |                                                                    |                                                                    |  |    |                                               |                                               |                                               |                                               |                                               |  |
|  | 7                                                       | Real Estelí                                             | 1                                                       | 2                                                       | 3                                                       |   |       |                                                                    |                                                                    |                                                                    |                                                                    |                                                                    |  |    |                                               |                                               |                                               |                                               |                                               |  |
|  |                                                         |                                                         |                                                         |                                                         |                                                         |   |       |                                                                    |                                                                    |                                                                    |                                                                    |                                                                    |  |    |                                               |                                               |                                               |                                               |                                               |  |

### Cuartos de final

#### Cartaginés vs. Alajuelense
| 28 de septiembre | Cartaginés       | 1:3 (0:0) | Alajuelense                             | Estadio "Fello" Meza, Cartago |                            |
| 20:00 (UTC-6)    | M. Hernández 88' | Reporte   | Campbell 55' · Venegas 64' · Suárez 67' | Árbitro(s): Nelson Salgado    | Árbitro(s): Nelson Salgado |

| 5 de octubre  | Alajuelense                            | 3:0 (2:0) (Global 6:1) | Cartaginés | Estadio Alejandro Morera Soto, Alajuela |                          |
| 20:00 (UTC-6) | A. López 8' · Suárez 35' · Góndola 89' |                        |            | Árbitro(s): Drew Fischer                | Árbitro(s): Drew Fischer |

#### Comunicaciones vs. Herediano
| 27 de septiembre | Comunicaciones | 0:0     | Herediano | Estadio Doroteo Flores, Ciudad de Guatemala |                                |
| 20:00 (UTC-6)    |                | Reporte |           | Árbitro(s): Filiberto Martínez              | Árbitro(s): Filiberto Martínez |

| 4 de octubre  | Herediano                       | 3:2 (1:0) (Global 3:2) | Comunicaciones            | Estadio "Fello" Meza, Cartago |                          |
| 20:15 (UTC-6) | Sayago 24', 51' · Faerron 90+3' | Reporte                | Corena 55' · González 76' | Árbitro(s): Selvin Brown      | Árbitro(s): Selvin Brown |

#### Real Estelí vs. Saprissa
| 27 de septiembre | Real Estelí      | 1:0 (1:0) | Saprissa | Estadio Independencia, Estelí |                              |
| 18:00 (UTC-6)    | B. Hernández 10' | Reporte   |          | Árbitro(s): Julio César Luna  | Árbitro(s): Julio César Luna |

| 4 de octubre  | Saprissa                | 2:2 (1:0) (Global 2:3) | Real Estelí                     | Estadio Ricardo Saprissa, Tibás |                            |
| 18:00 (UTC-6) | East 20' · Sinclair 82' | Reporte                | Escobar 51' (a.g.) · Fletes 71' | Árbitro(s): Ismael Cornejo      | Árbitro(s): Ismael Cornejo |

#### Motagua vs. Independiente
| 26 de septiembre | Motagua      | 1:1 (1:0) | Independiente | Estadio Chelato Uclés, Tegucigalpa |                         |
| 20:00 (UTC-6)    | Auzmendi 35' | Reporte   | Hurtado 80'   | Árbitro(s): David Gómez            | Árbitro(s): David Gómez |

| 3 de octubre  | Independiente  | 2:0 (2:0) (Global 3:1) | Motagua | Estadio Rommel Fernández, Ciudad de Panamá |                         |
| 21:00 (UTC-5) | Small 31', 45' | Reporte                |         | Árbitro(s): Bryan López                    | Árbitro(s): Bryan López |

### Semifinales
Independiente vs. Real Estelí
| 26 de octubre | Real Estelí  | 1:0 (0:0) | Independiente | Estadio Independencia, Estelí     |                                   |
| 20:00 (UTC-6) | Méndez 90+1' | Reporte   |               | Árbitro(s): Juan Gabriel Calderón | Árbitro(s): Juan Gabriel Calderón |

| 2 de noviembre | Independiente              | 2:2 (1:0) (Global 2:3) | Real Estelí                 | Estadio Rommel Fernández, Ciudad de Panamá |                            |
| 21:15 (UTC-5)  | Águila 14' · Contreras 63' | Reporte                | Hernández 46' · Bonilla 81' | Árbitro(s): Rubiel Vázquez                 | Árbitro(s): Rubiel Vázquez |

Alajuelense vs. Herediano
| 25 de octubre | Herediano              | 2:2 (0:1) | Alajuelense           | Estadio Ricardo Saprissa, Tibás |                          |
| 20:00 (UTC-6) | Cruz 46' · Godínez 50' | Reporte   | Mora 7' · Venegas 49' | Árbitro(s): Walter López        | Árbitro(s): Walter López |

| 1 de noviembre | Alajuelense                                        | 2:2 (2:2; 1:1) (t. s.)(5:4 p.)(Global 4:4) | Herediano                                     | Estadio Alejandro Morera Soto, Alajuela |                            |
| 20:15 (UTC-6)  | Borges 8' · Campbell 90+5' (pen.)                  | Reporte                                    | Torres 40' · Rubio 64' (pen.)                 | Árbitro(s): Víctor Cáceres              | Árbitro(s): Víctor Cáceres |
|                |                                                    | Tiros desde el punto penal                 |                                               |                                         |                            |
|                | Venegas · Barrantes · González · Gamboa · Campbell |                                            | Basulto · Aguilar · Rubio · Godínez · Faerron |                                         |                            |

### Final
| 28 de noviembre | Real Estelí | 0:3 (0:2) | Alajuelense                                 | Estadio Independencia, Estelí   |                                 |
| 21:00 (UTC-6)   |             | Reporte   | Navarro 32' · Barrantes 45+2' · Góndola 49' | Árbitro(s): Pierre-Luc Lauzière | Árbitro(s): Pierre-Luc Lauzière |

| 5 de diciembre | Alajuelense | 1:1 (1:0) (Global 4:1) | Real Estelí | Estadio Alejandro Morera Soto, Alajuela |                        |
| 21:00 (UTC-6)  | Campbell 5' | Reporte                | Bonilla 46' | Árbitro(s): Julio Luna                  | Árbitro(s): Julio Luna |

|                                |
| Bandera de Costa Rica          |
| Campeón Alajuelense 2.º título |

## Repechaje
Se disputaron dos llaves de ida y vuelta de los equipos eliminados en cuartos de final para definir su clasificación a la Copa de Campeones de la Concacaf.

#### Comunicaciones vs. Cartaginés
| 24 de octubre | Cartaginés | 1:1 (0:1) | Comunicaciones | Estadio "Fello" Meza, Cartago   |                                 |
| 20:00 (UTC-6) | Daly 83'   | Reporte   | Gordillo 26'   | Árbitro(s): Pierre-Luc Lauzière | Árbitro(s): Pierre-Luc Lauzière |

| 31 de octubre | Comunicaciones                                                      | 1:1 (1:1, 1:0) (t. s.)(5:4 p.)(Global 2:2) | Cartaginés                                                           | Estadio Doroteo Flores, Ciudad de Guatemala |                           |
| 20:15 (UTC-6) | Aguilar 27'                                                         | Reporte                                    | Hernández 52' (pen.)                                                 | Árbitro(s): Said Martínez                   | Árbitro(s): Said Martínez |
|               |                                                                     | Tiros desde el punto penal                 |                                                                      |                                             |                           |
|               | - Contreras - Espino - Fracchia - Anangonó - López - Corena - Pinto |                                            | - Hernández - López - Vargas - Guevara - Smith - Barahona - Martínez |                                             |                           |

#### Saprissa vs. Motagua
| 25 de octubre | Motagua           | 2:2 (0:1) | Saprissa                    | Estadio Chelato Uclés, Tegucigalpa |                            |
| 18:00 (UTC-6) | Auzmendi 72', 90' | Reporte   | Chirinos 42' · Madrigal 84' | Árbitro(s): Oliver Vergara         | Árbitro(s): Oliver Vergara |

| 1 de noviembre | Saprissa                                                 | 4:0 (3:0) (Global 6:2) | Motagua | Estadio Ricardo Saprissa, Tibás |                         |
| 18:00 (UTC-6)  | Rodríguez 2' · Waston 9' · Sinclair 45+1' · Paradela 85' | Reporte                |         | Árbitro(s): Iván Barton         | Árbitro(s): Iván Barton |

Comunicaciones y Saprissa consiguieron la clasificación

## Estadísticas

### Clasificación General
| Club | Club           | Pts. | PJ | PG | PE | PP | GF | GC | Dif. | Rend.  | Clasificación                         |
| ---- | -------------- | ---- | -- | -- | -- | -- | -- | -- | ---- | ------ | ------------------------------------- |
| 1    | Alajuelense    | 24   | 10 | 7  | 3  | 0  | 24 | 7  | 17   | 80%    | Copa de Campeones de la Concacaf 2024 |
| 2    | Real Estelí    | 18   | 10 | 5  | 3  | 2  | 12 | 10 | 2    | 60%    | Copa de Campeones de la Concacaf 2024 |
| 3    | Herediano      | 16   | 8  | 4  | 4  | 0  | 15 | 10 | 5    | 66.67% | Copa de Campeones de la Concacaf 2024 |
| 4    | Independiente  | 15   | 8  | 4  | 3  | 1  | 16 | 7  | 9    | 62.5%  | Copa de Campeones de la Concacaf 2024 |
| 5    | Saprissa       | 15   | 8  | 4  | 3  | 1  | 19 | 3  | 16   | 62.5%  | Copa de Campeones de la Concacaf 2024 |
| 6    | Comunicaciones | 12   | 8  | 3  | 3  | 2  | 13 | 9  | 4    | 50%    | Copa de Campeones de la Concacaf 2024 |
| 7    | Motagua        | 11   | 8  | 3  | 2  | 3  | 12 | 14 | -2   | 45.83% | Cuartos de final                      |
| 8    | Cartaginés     | 9    | 8  | 2  | 3  | 3  | 11 | 11 | 0    | 37.5%  | Cuartos de final                      |
| 9    | Olimpia        | 7    | 4  | 2  | 1  | 1  | 7  | 4  | 3    | 58.33% | Fase de grupos                        |
| 10   | Sporting       | 6    | 4  | 2  | 0  | 2  | 6  | 3  | 3    | 50%    | Fase de grupos                        |
| 11   | Universitario  | 6    | 4  | 1  | 3  | 0  | 6  | 3  | 3    | 50%    | Fase de grupos                        |
| 12   | Real España    | 4    | 4  | 1  | 1  | 2  | 6  | 6  | 0    | 33.33% | Fase de grupos                        |
| 13   | Cobán Imperial | 4    | 4  | 1  | 1  | 2  | 4  | 7  | -3   | 33.33% | Fase de grupos                        |
| 14   | Olancho        | 3    | 4  | 1  | 0  | 3  | 3  | 6  | -3   | 25%    | Fase de grupos                        |
| 15   | Xelajú         | 3    | 4  | 1  | 0  | 3  | 7  | 3  | -4   | 25%    | Fase de grupos                        |
| 16   | Águila         | 3    | 4  | 1  | 0  | 3  | 2  | 9  | -7   | 25%    | Fase de grupos                        |
| 17   | Diriangén      | 2    | 4  | 0  | 2  | 0  | 1  | 3  | -2   | 16.66% | Fase de grupos                        |
| 18   | FAS            | 0    | 4  | 0  | 0  | 4  | 3  | 13 | -10  | 0%     | Fase de grupos                        |
| 19   | Verdes         | 0    | 4  | 0  | 0  | 4  | 2  | 15 | -13  | 0%     | Fase de grupos                        |
| 20   | Jocoro         | 0    | 4  | 0  | 0  | 4  | 2  | 17 | -15  | 0%     | Fase de grupos                        |

### Goleadores
| Jugador          | Club          | Goles | PJ |
| ---------------- | ------------- | ----- | -- |
| Agustín Auzmendi | Motagua       | 7     | 8  |
| Carlos Small     | Independiente | 5     | 6  |
| Aarón Suárez     | Alajuelense   | 4     | 8  |
| Ariel Rodríguez  | Saprissa      | 4     | 7  |
| Javon East       | Saprissa      | 4     | 8  |
| Marcel Hernández | Cartaginés    | 4     | 8  |

### Jugadores con tres o más goles en un partido
| Pos. | Jugador          | Goles | Fecha                | Local       |                     | Resultado |                        | Visitante | Jornada        |
| ---- | ---------------- | ----- | -------------------- | ----------- | ------------------- | --------- | ---------------------- | --------- | -------------- |
| 1    | Agustín Auzmendi | 3     | 2 de agosto de 2023  | Verdes      | Bandera de Belice   | 0 - 5     | Bandera de Honduras    | Motagua   | Fase de grupos |
| 2    | Ramiro Rocca     | 3     | 30 de agosto de 2023 | Real España | Bandera de Honduras | 3 - 0     | Bandera de El Salvador | Águila    | Fase de Grupos |

### Once ideal
El mejor once ideal de la competición, según la Concacaf.
| Portero        | Defensores                                 | Mediocampistas                                         | Delanteros                                  |
| -------------- | ------------------------------------------ | ------------------------------------------------------ | ------------------------------------------- |
| Leonel Moreira | Bancy Hernández Evert Martínez José Corena | Aarón Suárez Celso Borges Héctor Hurtado Harold Medina | Joel Campbell Agustín Auzmendi Carlos Small |

## Clasificados a la Copa de Campeones de la Concacaf 2024
| Bandera de Costa Rica | Bandera de Nicaragua | Bandera de Costa Rica | Bandera de Panamá | Bandera de Costa Rica | Bandera de Guatemala |
| --------------------- | -------------------- | --------------------- | ----------------- | --------------------- | -------------------- |
| Alajuelense           | Real Estelí          | Herediano             | Independiente     | Saprissa              | Comunicaciones       |
| Campeón               | Subcampeón           | Tercer puesto         | Cuarto lugar      | Repechaje             | Repechaje            |